# کوه ایکس
کوه ایکس (به انگلیسی: Mount Aix) یک کوه در ایالات متحده آمریکا است که در شهرستان یاکیما، واشینگتن واقع شده‌است. کوه ایکس ۲٬۳۶۷٫۱۱ متر بالاتر از سطح دریا واقع شده‌است.